# Distretto di Araç
Il distretto di Araç (in turco Araç ilçesi) è uno dei distretti della provincia di Kastamonu, in Turchia.